# Schaworonkowo (Kaliningrad, Tschernjachowsk)
Schaworonkowo (russisch Жаворонково, deutsch Wirbeln, Kreis Insterburg, litauisch Virbliai) ist ein Ort in der russischen Oblast Kaliningrad. Er gehört zur kommunalen Selbstverwaltungseinheit Stadtkreis Tschernjachowsk im Rajon Tschernjachowsk.

## Geographische Lage
Schaworonkowo liegt 18 Kilometer nordwestlich der Stadt Tschernjachowsk (Insterburg) an der Kommunalstraße 27K-125 von Meschduretschje (Norkitten) an der Föderalstraße A229 (auch Europastraße 28, früher Reichsstraße 1) über Kamenskoje (Saalau) nach Dalneje (Groß Schirrau) führt. Im Ort endet eine von Gremjatschje (Berschkallen/Birken) her kommende Fahrstraße. Zwischen 1915 und 1945 war das damalige Wirbeln Endstation einer Zweigbahn auf der Bahnstrecke Kauschen (1938–1945: Horstenau)–Wirbeln der Insterburger Kleinbahnen. Heute besteht keine Bahnanbindung mehr.

## Geschichte
Die erste urkundliche Erwähnung des vor 1946 Wirbeln genannten Dorfes reicht bis in das Jahr 1611 zurück. Im Jahre 1874 wurde der Ort in den neu errichteten Amtsbezirk Gnottau (heute russisch: Ganino) eingegliedert, der zum Kreis Insterburg im Regierungsbezirk Gumbinnen der preußischen Provinz Ostpreußen gehörte. Zum Ort zugehörig war der Wohnplatz Adamsruhe. Die Zahl der Einwohner im Jahre 1910 betrug 406. Sie fiel bis 1933 auf 358 und betrug 1939 dann 364. Im Jahr 1939 wurde der Nachbarort Albrechtshöfen (heute nicht mehr existent) eingemeindet und der Amtsbezirk Gnottau mit dem Amtsbezirk Saalau zum neuen Amtsbezirk Saalau (Kamenskoje) vereinigt.
Im Jahre 1945 kam Wirbeln in Kriegsfolge mit dem nördlichen Ostpreußen zur Sowjetunion. 1947 erhielt der Ort die russische Bezeichnung „Schaworonkowo“ und wurde gleichzeitig dem Dorfsowjet Kamenski selski sowjet im Rajon Tschernjachowsk zugeordnet. Von 2008 bis 2015 gehörte Schaworonkowo zur Landgemeinde Kamenskoje selskoje posselenije und seither zum Stadtkreis Tschernjachowsk.

## Kirche
Mehrheitlich war die Bevölkerung Wirbelns vor 1945 evangelischer Konfession und in das Kirchspiel der Kirche Saalau (heute russisch: Kamenskoje) eingepfarrt. Es gehörte zum Kirchenkreis Insterburg (Tschernjachowsk) in der Kirchenprovinz Ostpreußen der Kirche der Altpreußischen Union. Heute liegt Schaworonkowo im Einzugsbereich der in den 1990er Jahren neu entstandenen evangelisch-lutherischen Pfarrgemeinde Tschernjachowsk (Insterburg), der eine weitläufige Kirchenregion angeschlossen ist. Sie ist in die Propstei Kaliningrad der Evangelisch-lutherische Kirchen Europäisches Russland eingegliedert.

## Persönlichkeiten
- Gustav Neumann (* 5. Dezember 1874 in Wirbeln; † nach 1918), Lehrer und Politiker, Mitglied im Preußischen Staatsrat